# Problemfelts teorien
Problemløsning omfatter den menneskelige evne til at løse opgaver. Dette gøres ved, at man bevidst og kontrolleret arbejder sig gennem forhindringer og mod et givent overordnet mål. Problemløsning omhandler normalt flere komponenter, og man forsøger at skabe en forståelse af disse komponenter for bedre at kunne udvælge effektive løsningsmuligheder for problemet.
Problemrepræsentation er når en person bliver stillet overfor et problem og vedkommende laver en mental repræsentation af problemet. Her begynder man at forestille sig eventuelle udfald af forskellige løsninger og karakteren af det overordnede problem. Forståelsen af problemfeltet er vigtigt for, hvordan et problem bliver løst. Ved problemrepræsentation laver man et mentalt kort over de mulige skridt, man kan tage for at løse et problem.
Duncker definerede i sin tid (1945) vejen til problemløsning som; 
“A problem arises when a living creature has a goal but does not know how this goal is to be reached. Whenever one cannot go from the given situation to the desired situation simply by action, then there has to be recourse to thinking”
Newell og Simon beskrev bl.a., hvordan den mentale repræsentation af et problem omfatter at opdele problemet i delproblemer. Dette er “skridt” eller “trin”, som man skal overkomme for at kunne løse det overordnede problem. Som det første citat, af Duncker, også indikerer, er problemløsning at komme fra en given tilstand til en ønsket tilstand. Dette gøres ved at løse disse mindre problemer, og her er repræsentationen vigtig, da forståelsen af delproblemerne kan påvirke effektiviteten af løsninger. Særligt erfaring og viden fra tidligere problemløsninger kan bidrage til, hvor hurtigt og effektivt et problem løses.
Problemrepræsentation forekommer eksempelvis, hvis man skulle bygge et hundehus. Det er let at forestille sig, hvordan hundehuset skal se ud, men for at få det til at se sådan ud, skal man først vælge de rigtige brædder, om der skal bruges skruer eller søm og hvilken maling, der skal bruges. Problemet ved en fejlagtig repræsentation af problemet, kan eventuelt opstå, hvis man har bestemt sig for at bruge skruer, men da man bestemte sig for at købe skruer, havde man glemt, at man ikke ejer en boremaskine.
Der er med tiden blevet dannet grundlag for flere problemløsningsstrategier, dog er der forskellige scenarier, hvori man anvender dem. Simon og Newells introduktion af problemfeltet har lagt noget af vejen for håndtering af problemer og hvilke strategier, man kan anvende. Brug af problemløsningsstrategier foregår som regel ift. det problemfelt, man har dannet omkring problemet. I denne sammenhæng ser man to grundlæggende og forskellige typer strategier. Den første er en algoritme, som ofte ses brugt ifm. computervidenskaben. Denne strategi kræver mange ressourcer og en masse tid, og bliver ofte for omkostningsfuld. I psykologiens verden anvendes algoritmer sjældent, da man i stedet læner sig mere til brugen af heuristikker.
Heuristikker omtales tit som tommelfingerregler. De er hurtige og effektive til at danne sig et overblik over et problemfelt og finde frem til en løsning. I modsætning til algoritmer, er hagen ved heuristikker, at de ikke altid fører til den korrekte løsning.
Flere problemløsningsstrategier, som man ofte ser anvendt i dag, er altså heuristikker, som f.eks. middel-mål-analysen, analogier, “arbejde baglæns” mm.

## Arbejde baglæns
Ved denne problemløsningsstrategi bliver delmål repræsenteret i omvendt rækkefølge ift., hvordan de vil opstå. Dette kan eksempelvis være, hvis man skal med offentlig transport og besøge en bekendt. Man forestiller sig eksempelvis, hvilken gade han bor på, efterfulgt af hvilken bus, der stopper på denne gade, og så til sidst hvor man selv skal tage hen, for at finde busstoppestedet. Man starter altså med at repræsentere måltilstanden og arbejder sig baglæns derfra.

## Middel-mål-analyse
I starten af denne problemløsningsstrategi forestiller man sig forskellen mellem den givne tilstand og måltilstand. Vejen fra den nuværende tilstand og frem til målet opdeles i delproblemer. Disse delproblemer er de nødvendige problemer, der skal løses, før målet kan nås. Delproblemerne er mere overkommelige og anvendes til at reducere forskellen mellem tilstanden og måltilstand.
Dette kan eksempelvis være, hvis man skal købe ind til at kunne lave en pizza. Det overordnede mål er klart, men man skal have købt alle de rigtige ingredienser i supermarkedet, lave dejen, påføre fyldet, tænde ovnen og bage pizzaen. De enkelte delmål er lette og overkommelige, og man arbejder sig hen imod, at pizzaen er færdig.

## Generer og test
Denne heuristik er, når man finder frem til en mulig løsning til ens problem, tester om denne løsning kan bruges, og hvis det ikke er tilfældet, så søger man efter en ny løsning og tester den, indtil man finder en løsning, der kan føre sig i mål.
Denne strategi er effektiv, når problemet kun har få løsninger, da det ikke er så tidskrævende at teste få forskellige løsningsmuligheder.

## Bakkebestigning
Denne heuristik minder på mange måder om middel-mål-analysen. Dog adskiller de sig fra hinanden, da man i denne heuristik ikke forestiller sig alle delmålene inden, man bevæger sig mod måltilstanden. Man forsøger at løse delproblemer, når de opstår, og således bevæger man sig mod det endelige problem. Dette anvendes ofte, når man ikke kan danne sig et overblik over de forskellige delproblemer, fordi man har et uoverskueligt problemfelt.

## Analogier
Analogier har en vigtig heuristisk betydning, i og med at det er et godt hjælpemiddel i problemløsningsprocessen. Anvendelsen af analogier er ret interessant, da den belyser, i hvor stort et omfang man er i stand til at anvende tidligere viden fra ét område i et andet. (Se studiet fra Gick og Holyoak, 1980).